# Elio Petri
Elio Petri (Rome, 29 januari 1929 – aldaar, 10 november 1982) was een Italiaans filmregisseur.
Elio Petri was aanvankelijk filmcriticus en tegen het einde van de jaren '40 de organisator van de culturele activiteiten van de Italiaanse Communistische Partij. Begin jaren '50 begon hij scenario's te schrijven. In 1956 werd hij de regieassistent van Giuseppe De Santis voor wie hij meeschreef aan heel wat scenario's. 
In 1961 debuteerde hij als regisseur met de misdaadfilm L'assassino. Met de misdaadfilm A ciascuno il suo (1967) en het satirisch politiek drama
Todo modo (1976) verfilmde Petri twee romans van Leonardo Sciascia, telkens met Petri's alter ego Gian Maria Volonté in de hoofdrol.
In 1970 won hij met de misdaadfilm Indagine su un cittadino al di sopra di ogni sospetto de Oscar voor beste buitenlandse film. Het jaar daarop won hij met het drama La classe operaia va in paradiso de Gouden Palm op het Filmfestival van Cannes. Petri stierf in 1982 aan kanker.

## Filmografie (selectie)
- 1961 - L'assassino
- 1962 - I giorni contati
- 1963 - Il maestro di vigevano
- 1965 - La decima vittima
- 1967 - A ciascuno il suo
- 1969 - Un tranquillo posto di campagna
- 1970 - Indagine su un cittadino al di sopra di ogni sospetto
- 1971 - La classe operaia va in paradiso
- 1973 - La proprietà non è più un furto
- 1976 - Todo modo
- 1978 - Le mani sporche
- 1979 - Le buone notizie